# 芝加哥市旗
芝加哥市市旗为白底，绘有两道浅蓝色的横条，宽度为旗宽的六分之一。中心为水平排列的四颗六角红星。两道横条代表芝加哥市的地理特称，星星则代表其重要的四个历史事件。

## 象征意义

### 条纹
自上而下的三个白条代表城市的北部、西部和南部。上方的蓝条代表密歇根湖和芝加哥河的北部支流，下方的蓝条代表芝加哥河的南部支流和芝加哥运河。

芝加哥市旗上的象征意義。

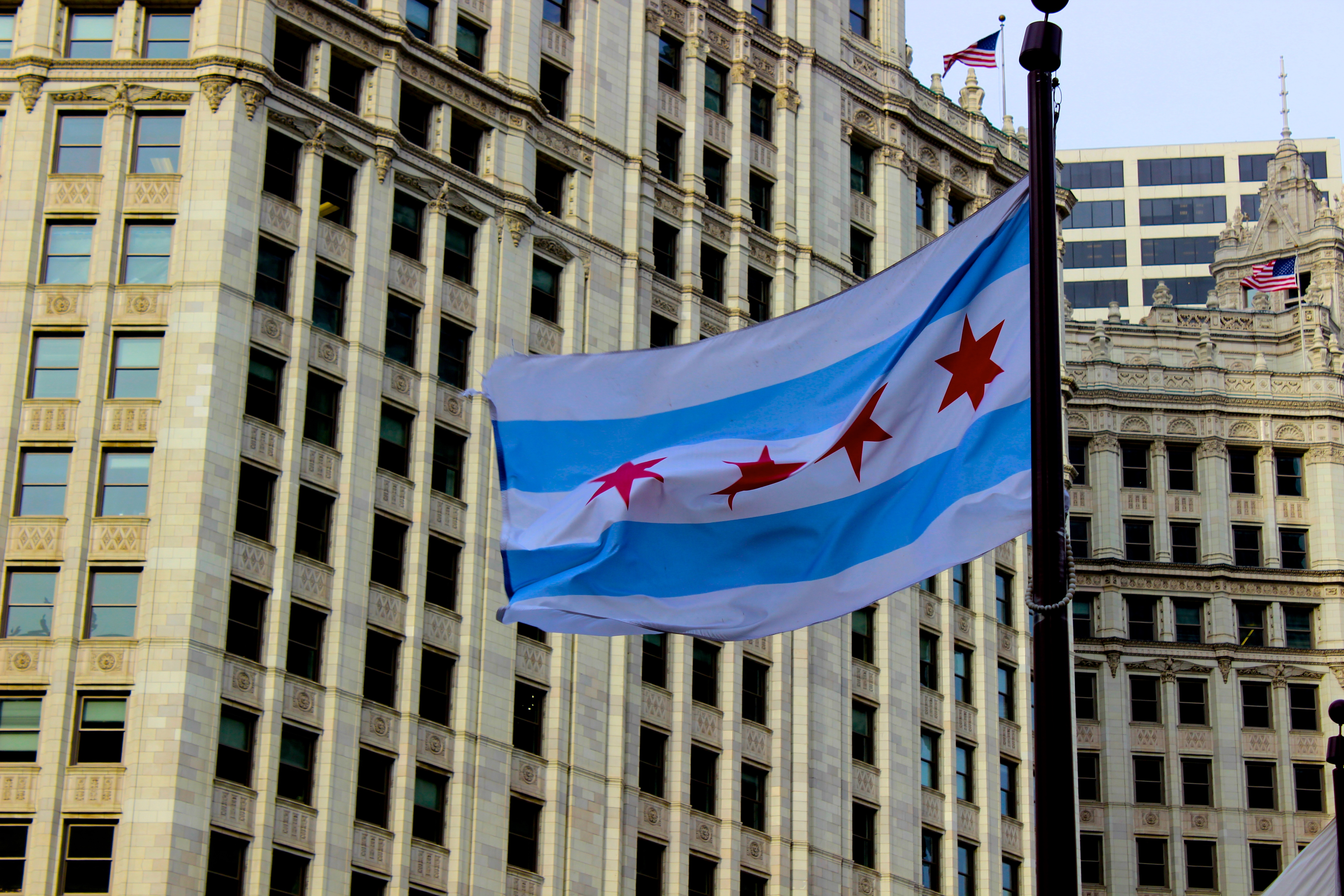
攝於2015年，飄揚在芝加哥密歇根大街橋上的芝加哥市旗。背景為箭牌大廈（Wrigley Building）。

### 星
- 第一颗星代表迪尔伯恩要塞，于1939年添加。这颗星的六个角代表交通、劳动、商业、金融、丰饶和健康。[1]

- 第二颗星代表芝加哥大火，存在于1917年的最初设计中。这颗星的六个角代表宗教的美德、教育、美学、正义、福利和公民荣誉。[1]

- 第三颗星代表1893年的芝加哥哥伦布纪念博览会，存在于1917年的最初设计中。这颗星的六个角代表曾经管理芝加哥市的几个政治实体：法国、英国、弗吉尼亚、西北地区、印第安纳地区、伊利诺伊州。[1]

- 第四颗星代表1933年“进步的世纪”（Century of Progress）博览会，于1933年添加。这颗星的六个角代表芝加哥的几个荣誉：时为美国第二大城市、芝加哥的拉丁文格言“花园城市”、芝加哥的英文格言“我愿意”、大中央市场、奇迹之城、会议之城。[1]

使用六角星的原因是五角星通常代表主权政治实体。
芝加哥曾經作為2016年夏季奧林匹克運動會的候選及競逐城市之一。當時有建議若能成功申請將於市旗上加入第五顆六角星以作紀念，惜最終敗給巴西的里約熱內盧而未有實行。

## 相关文献
- "Art and Architecture: How the Chicago Municipal Flag Came to be Chosen", Chicago Daily Tribune, July 17, 1921, p. 21.
- "City Gets New Flag Today with Third Star for 1933 Fair", Chicago Daily Tribune, October 9, 1933, p. 7.
- "Fort Dearborn Gets a Star on Chicago's Flag", Chicago Daily Tribune, December 22, 1939. p. 18.